# الفبای سینهالا

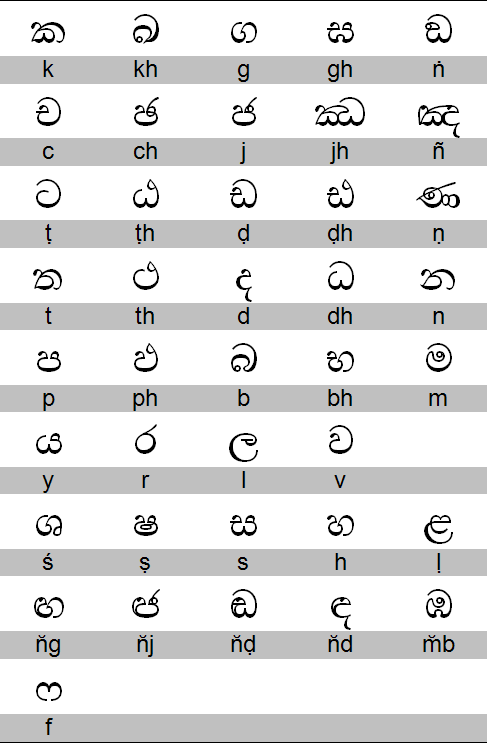
الفبای سینهالا و معادل آن در زبان لاتین

الفبای سینهالا (انگلیسی: Sinhala script) یا الفبای سینهالی یک سامانه نوشتاری است که توسط مردم سینهالی و بیشتر سری لانکان‌ها در سری لانکا و هر جایی که به زبان سینهالی نوشته می‌شود (شامل زبان مقدس پالی و سانسکریت)، مورد استفاده قرار می‌گیرد.